# Jonah Blechman
Jonah Ethan Blechman (ur. 8 lutego 1975 w hrabstwie San Mateo) – amerykański aktor filmowy i telewizyjny.

## Biogram
Uczył się baletu pod wodzą Michaiła Barysznikowa. Jako aktor debiutował ważniejszą rolą drugoplanową w dramacie biograficznym Michaela Catona-Jonesa Chłopięcy świat (This Boy's Life, 1993). Na ekranie towarzyszył sławom młodego i starszego pokolenia: Robertowi De Niro, Ellen Barkin, Leonardowi DiCaprio, Elizie Dushku oraz Tobeyowi Maguire. Jest najbardziej rozpoznawalny z roli Nico Huntera, stereotypowego homoseksualisty, w satyrycznych komediach - Kolejny gejowski film (Another Gay Movie, 2006) i Another Gay Sequel: Gays Gone Wild (2008).

## Filmografia

### Aktor
filmy fabularne
- 1993: Empty Cradle jako Patrick
- 1993: Chłopięcy świat (This Boy's Life) jako Arthur Gayle
- 1995: Czas upadku (Fall Time) jako Joe
- 1996: Przyjaciele dobrzy i źli (The Rockford Files: Friends and Foul Play) jako Timothy Wexler
- 1996: W szponach szaleństwa (Seduced by Madness: The Diane Borchardt Story) jako Josh Yanke
- 1999: Treasure Island jako Ciało
- 2000: $pent jako Scott
- 2001: Beyond the Pale jako Dylan
- 2002: Luster jako Billy
- 2006: Kolejny gejowski film (Another Gay Movie) jako Nico Hunter
- 2006: Arc jako Kenny
- 2008: Another Gay Sequel: Gays Gone Wild jako Nico Hunter
- 2021: Łabędzi śpiew jako Tristan

seriale TV
- 1995: Strażnik Teksasu (Walker, Texas Ranger) jako Damian Cheever
- 1995: The Commish jako Mikey Colyer
- 2001: Jezioro marzeń (Dawson's Creek) jako Tad

### Producent
- 2006: Kolejny gejowski film (Another Gay Movie) (producent wykonawczy)
- 2008: The Kids of Widney High (koproducent)
- 2008: Another Gay Sequel: Gays Gone Wild (producent wykonawczy)

### Kostiumograf
- 2006: Arc